# Cervecería Bucanero
Die Cervecería Bucanero S.A. (CBSA) ist ein kubanisches Brauereiunternehmen. Es wurde am 2. Mai 1997 gegründet. Seit 2014 befindet sich die Brauerei jeweils zu 50 % in Besitz der AB-InBev-Tochter AmBev und des kubanischen Staates.
Ihr Unternehmenssitz ist in der Hauptstadt Havanna, die Brauerei liegt dagegen, aufgrund der besseren Wasserqualität, in der ostkubanischen Stadt Holguín. Das größte Biervertriebsunternehmen der Insel verweist auf eine jährliche Produktion von rund 1,5 Millionen Hektolitern Bier.

## Geschichte
Die Brauerei in Holguín wurde 1988 mit Hilfe von DDR-Technologie gebaut. Zu diesem Zeitpunkt wurde allerdings lediglich die Biermarke Mayabe dort produziert. Im Jahre 1997 wurde dann die CBSA von der Corporación Alimentaria S.A., der kubanischen Lebensmittelgesellschaft, und einer Tochtergesellschaft der damaligen Interbrew N.V., der Cerburco Brewing INC, gegründet. Heute werden dort verschiedene alkoholische und auch alkoholfreie Biersorten gebraut (siehe: Produkte).
Im ersten Halbjahr 2014 musste die Brauerei die Bierproduktion für mehrere Monate unterbrechen, wofür die Unternehmensführung anschließend die Begründung angab, das aus der Tschechischen Republik importierte Malz sei nicht rechtzeitig eingetroffen. Die Unterbrechung führte im Einzelhandel zu Versorgungslücken. Über die Probleme wurde die kubanische Öffentlichkeit erst informiert, nachdem sich betroffene Leser beim Parteiorgan Granma beschwert hatten und die Produktion inzwischen wieder aufgenommen worden war.

## Produkte

Bucanero fuerte & Mayabe Cerveza

- Cerveza Cristal, ein leichtes Bier mit 4,9 % Alkoholgehalt.
- Bucanero fuerte, ein starkes, malziges Bier mit 5,4 % Alkoholgehalt.
- Bucanero Malta, ein alkoholfreies Malzbier.
- Bucanero Max, ein 2006 eingeführtes, besonders starkes Bier mit 6,5 % Alkoholgehalt.
- Mayabe Cerveza Clara, mit 4,0 % Alkoholgehalt.
- Cacique, ein 2009 eingeführtes Bier mit 4,5 % Alkoholgehalt.

Die Marken der Brauerei werden auf Kuba getrennt nach den beiden Währungsmärkten vertrieben: Cristal und Bucanero sind in den Gaststätten und Verkaufsstellen erhältlich, in denen mit dem Peso convertible (CUC) bezahlt wird, während die günstigeren Marken Mayabe und Cacique für Kubanische Peso (CUP) erhältlich sind.
In Europa wird das Bucanero-Bier unter der Marke Cubanero vertrieben, Cristal ist als Palma Cristal erhältlich. Außerdem importiert die CBSA Beck’s-Bier aus Deutschland nach Kuba.

## Auszeichnungen
Die Biersorten Bucanero Max und Cerveza Cristal gewannen jeweils eine Goldmedaille für herausragende Qualität bei der Monde Selection 2007.